# Johan Botha
Johan Botha (Rustemburg, Sud-àfrica, 19 d'agost de 1965 - Viena, Àustria, 8 de setembre de 2016) va ser un tenor operístic sud-africà.

## Vida i carrera artística
Nascut a Rustenburg, Sud-àfrica, Botha va començar la seva formació vocal amb Jarmila Tellinger des dels 10 fins als 17 anys. Després va fer el servei durant dos anys a la Força Aèria Sud-africana abans de continuar estudis a Pretòria amb Eric Muller. Va formar-se inicialment com a baix-bariton i la seva primera actuació va ser en el paper de Sir Falstaff en una producció estudiantil de Falstaff de Verdi. A mesura que avançava la seva formació vocal amb Muller, va anar canviant la seva tessitura cap a la de tenor. El 1990 es va traslladar a Europa i durant molt de temps va ser deixeble d'Irmgard Hartmann.
Botha va fer el seu debut professional al teatre municipal de Roodepoort interpretant el paper de Max a Der Freischütz el 1989. Després va incorporar-se al cor del Festival de Bayreuth el 1990. El 1991 va cantar Riccardo a Un ballo in maschera al Pfalztheater de Kaiserslautern. A continuació va interpretar diferent rols als teatres d'òpera de Dortmund, Hagen, Hildesheim i Bonn. La seva consagració internacional es va produir el 1993 a l'Òpera Bastille interpretant el paper de Pinkerton a l'òpera Madama Butterfly de Puccini. Des d'aleshores va anar actuant a les principals sales d'òpera d'arreu del món com l'Òpera Metropolitana de Nova York, l'Òpera Estatal de Viena, que el va distingir amb el títol de Kammersänger el 2003, l'Òpera Austràlia, la Royal Opera House (Londres), La Scala de Milà i el Festival de Salzburg. Va debutar al Gran Teatre del Liceu de Barcelona la temporada 1999-2000 cantant el rol de Calaf a l'òpera Turandot de Puccini. La temporada 2004-05, en el mateix teatre, va participar en un concert simfònic on va interpretar Das Lied von der Erde de Mahler.

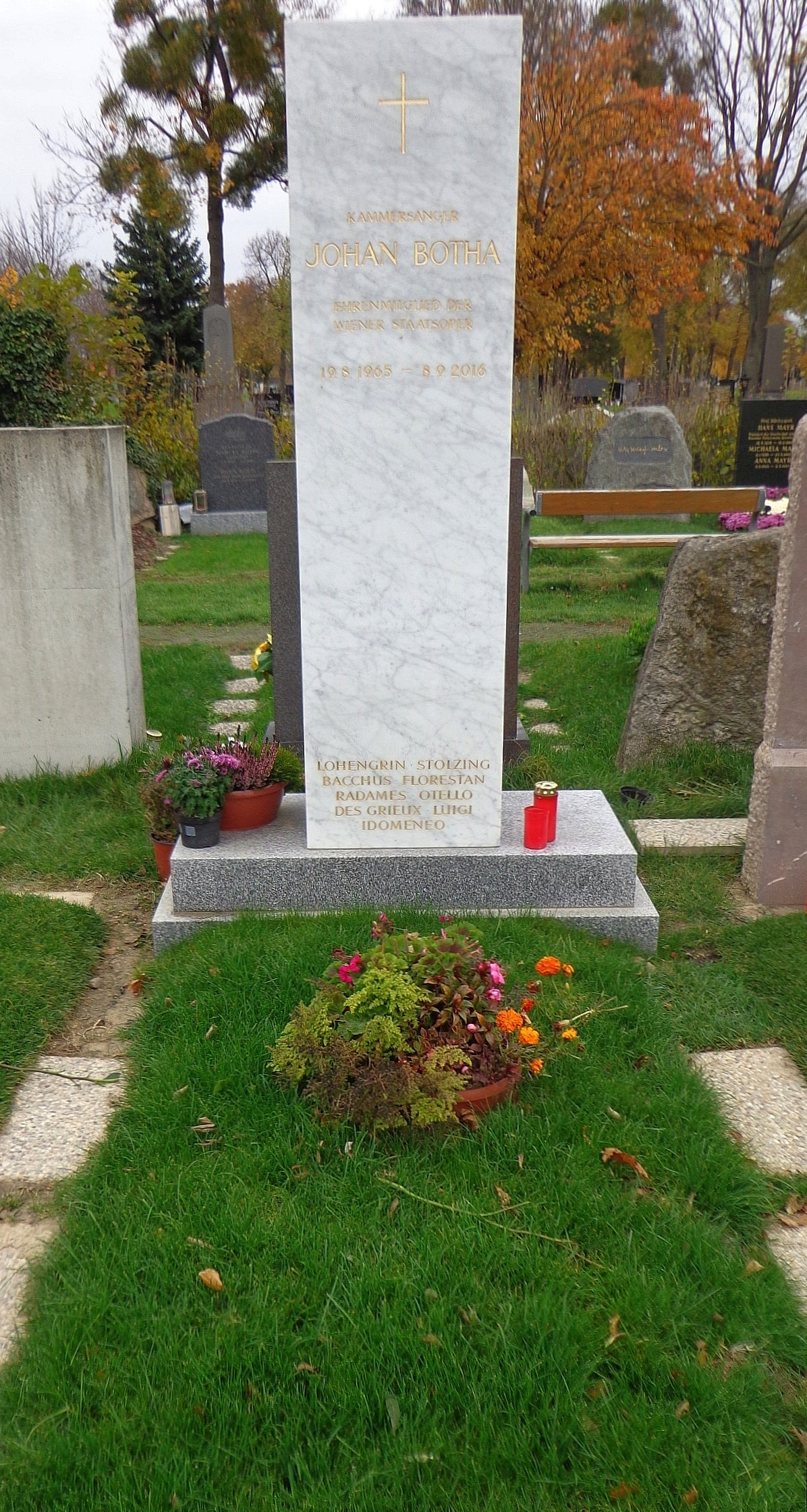
La tomba de Johan Botha al cementiri central de Viena

Va morir de càncer de fetge el 8 de setembre de 2016 a l'edat de 51 anys En el moment de la seva mort, Botha vivia a Viena, Àustria, amb la seva dona Sonja i dos fills. Va ser enterrat al cementiri central de Viena.

## Enregistraments
Johan Botha és el cantant d'òpera sud-africà del qual es disposa de més actuacions enregistrades:
- d'Albert : Tiefland dirigida per Bertrand de Billy (2006) Oehms OC 312
- Dvořák : Stabat Mater (2001)
- Charles Koechlin : El llibre de la selva (1994)
- The Puccini Experience (1995)
- Simfonia núm. 8 de Mahler dirigides per Boulez i Bertrand de Billy
- Puccini: Turandot dirigida per Gergiev (DVD)
- Richard Strauss : Daphne dirigida per Bychkov
- Richard Strauss: Elektra dirigida per Barenboim
- Richard Strauss: Friedenstag dirigida per Sinopoli
- Richard Strauss: Taillefer
- Verdi : Aida dirigida per Gatti (DVD)
- Verdi: Rèquiem dirigit per Sinòpoli
- Wagner : Lohengrin dirigit per Bychkov
- Wagner: Die Meistersinger von Nürnberg dirigits per Thielemann (DVD)
- Wagner: Tannhäuser dirigit per James Levine al Met (2015).[6]
- Wagner: Tristany i Isolda dirigida per Barenboim
- Wagner: The Duet Scenes (Tristan i Isolda) dirigides per Bertrand de Billy
- Wagner: Die Walküre dirigida per Thielemann (CD i DVD)
- Concert de comiat de Ioan Holender (Gala de l'Òpera Estatal de Viena) (DVD)
- Àries italianes (2001)
- Wagner Tenor Arias
- Gala de l'Òpera Estatal de Viena (DVD)
- Wiener Staatsoper Live: Beethoven | Wagner | Strauss (publicat el febrer de 2017, Orfeo International CD)